# Hikari Takagi
Hikari Takagi (高木 ひかり, Takagi Hikari, Mishima, 21 mei 1993) is een Japans voetbalster die als verdediger speelt bij Nojima Stella Kanagawa Sagamihara.

## Carrière

### Clubcarrière
Takagi begon haar carrière in 2016 bij Nojima Stella Kanagawa Sagamihara.

### Interlandcarrière
Takagi nam met het Japans nationale elftal O17 deel aan het WK onder 17 in 2010. Daar stond zij in vijf wedstrijden van Japan opgesteld en Japan behaalde zilver op het wereldkampioenschap. Zij nam met het Japans nationale elftal O20 deel aan het WK onder 20 in 2012. Daar stond zij in vijf wedstrijden van Japan opgesteld en Japan behaalde brons op het wereldkampioenschap.
Takagi maakte op 5 juni 2016 haar debuut in het Japans vrouwenvoetbalelftal tijdens een vriendschappelijke wedstrijd tegen de Verenigde Staten. Zij nam met het Japans elftal deel aan het Aziatisch kampioenschap 2018 en de Aziatische Spelen 2018. Japan behaalde goud op het Aziatisch kampioenschap en de Aziatische Spelen. Ze heeft 19 interlands voor het Japanse elftal gespeeld en scoorde daarin een keer.

## Statistieken
| Japans vrouwenvoetbalelftal | Japans vrouwenvoetbalelftal | Japans vrouwenvoetbalelftal |
| Jaar                        | Wed.                        | Dlp.                        |
| --------------------------- | --------------------------- | --------------------------- |
| 2016                        | 1                           | 0                           |
| 2017                        | 12                          | 0                           |
| 2018                        | 6                           | 1                           |
| Totaal                      | 19                          | 1                           |